# Samurai Champloo
Samurai Champloo (サムライチャンプルー Samurai Chanpurū?) es una serie de anime desarrollada por los estudios Manglobe. Contó con un equipo de producción compuesto por Shinichirō Watanabe (director), Kazuto Nakazawa (diseño de personajes) y Mahiro Maeda (diseñador mecánico). Samurai Champloo fue el segundo trabajo de Watanabe como director, después del exitoso Cowboy Bebop. La serie contó con 26 episodios y fue transmitida en Japón en Fuji TV desde el 20 de mayo de 2004 hasta su conclusión el 19 de marzo de 2005.
La historia está ambientada en una versión ficticia de Japón en el periodo Edo, aproximadamente entre los años 1648 y 1685, tomando como referencia los datos que la propia serie aporta, como es la fecha de muerte de Miyamoto Bennosuke (1645), ya que en el episodio Falsa melodía (parte 2)») se habla de que el mismo lleva muerto una vida, por su parte, en el episodio El Artista aparece Hishikawa Moronobu, quien aparentemente cuenta en dicho capítulo con entre 30 a 40 años, esto sería entre los años 1648 a 1658, además de que en el episodio Colisiones Cósmicas Fuu le manifiesta a Shige que han estado quinientos años buscando un tesoro, siendo que en dicho episodio señala como referencia el cambio de la sede del gobierno de Kioto a Kamakura (1185), asimismo, la referencia de que han transcurrido varios años desde la Rebelión de Shimabara (1638), nos da referencias aproximadas de los años en que se ambienta la serie.
La serie cuenta además con muchos anacronismos, en su mayor parte de hip-hop. La historia gira en torno a Mugen, un imprudente, libertino y vagabundo espadachín, Jin, un tranquilo y estoico ronin y Fuu, una valiente jovencita que les pide a estos la acompañen en su búsqueda a través de Japón para encontrar al "samurai que huele a girasoles".
Samurai Champloo fue un éxito de crítica y fue doblado al inglés y licenciado por Geneon Entertainment para su distribución en Norteamérica. Funimation Entertainment licenció la serie después de que Geneon cesara la producción de sus títulos. En Latinoamérica fue distribuida por Cloverway, siendo este el último título en ser adquirido por la distribuidora antes de su cierre. Para las versiones en inglés en el Reino Unido fue licenciada por MVM Films, y en Australia y Nueva Zelanda por Madman Entertainment.
El término champloo es una palabra de Okinawa que significa mezclar (véase Chanpurū).

## Argumento
Fuu, una joven de 15 años, trabajaba en una casa de té hasta que esta fue destruida después de una violenta pelea a tres bandas entre Mugen el vagabundo, Jin el samurái errante, y los guardaespaldas del hijo del Daikan de ese pueblo. Al final del combate, Mugen y Jin son arrestados para ser ejecutados al día siguiente. Fuu les ayuda a escapar a cambio de que la ayuden a encontrar al "samurái que huele a girasoles". A pesar de acceder al trato, Mugen y Jin están siempre intentando acabar el uno con el otro, en una rivalidad casi profesional. Ambos samuráis tienen un pasado borroso. Así, la historia narra sus viajes entre veredas y pasajes oscuros, y cómo arreglan los líos en los que se meten.

## Temática y estilo
Samurai Champloo emplea una mezcla de escenarios históricos del Período Edo, con estilos modernos y referencias. La serie se basa en hechos reales de Japón en esa era, como la Rebelión Shimabara («Unión profana», «Encuentro Fugaz (parte 1)»), la exclusividad neerlandesa en una época en que el edicto limita las relaciones exteriores de Japón («El extranjero»), las pinturas Ukiyo-e («El artista»), y las versiones en ficción de personajes de la vida real del período Edo; Sasaki Kojirō y Miyamoto Musashi («Falsa melodía (parte 2)»).
Incorpora varios elementos de la modernidad, especialmente la cultura hip hop, como el rap («Buscando al samurái que huele a girasoles (parte 1)»), grafiti («La guerra de las palabras»), bandidos con influencias "gangstas" («El reencuentro con Mugen (parte 1)» y «El reencuentro con Mugen (parte 2)»), los "bleeps" de censura reemplazadas con "record scratch", y la mayor parte del diseño de Mugen, incluyendo su estilo de lucha influenciada por el breakdance. Las partituras de Samurai Champloo está predominada por beats de hip hop. Aparte de este, los anacronismos incluyen kamons parecidos a Adidas y logotipos de Converse, el béisbol («El blues de béisbol»), y referencias a los bombardeos atómicos sobre Hiroshima y Nagasaki («Colisiones cósmicas»).
Samurai Champloo tiene una similitud con Viaje al oeste, ya que los personajes se dirigen a Nagasaki, que está al oeste de Edo, lugar de donde parten. Cabe mencionar también la similitud de ellos en ambas historias; Mugen (mono), Jin (serpiente) y Fuu (cerdo). Se considera un ejemplo para las películas y series del género "chanbara". Chanbara fue usado en los primeros días del cine japonés (cuando la censura política del gobierno subió) como un modo de expresar las críticas sociales. La palabra champloo viene de la palabra okinawense "chanpurū" (como gōyā chanpurū, el plato okinawense frito que contiene melón amargo). Chanpurū, solo, simplemente quiere decir "mezclar". Por lo tanto, el título 'Samurai Champloo', puede ser traducido como "Mezcla de samurái".

## Personajes
Mugen (無限 Mugen?)
Seiyū: Kazuya Nakai
Tiene 20 años. Proviene de las Islas Ryukyu en la cual tuvo que ganarse la vida asaltando barcos hasta que fue traicionado. Es un personaje muy egocéntrico, pervertido, extrovertido y malo con sus amigos (aunque en el fondo aprecia a Jin y a Fuu). Gusta de buscar peleas innecesarias y es un fiero animal cuando combate, con un estilo único inspirado en lo que parece una mezcla break-dance y capoeira. Su fortaleza se encuentra en su descomunal fuerza y sus movimientos impredecibles que sacan de balance a sus adversarios. Mugen tiene un respeto intrínseco por las personas honestas y valientes. Nunca pierde la oportunidad por entrar en una buena pelea y demostrar que él es el mejor guerrero.
Jin (ジン Jin?)
Seiyū: Ginpei Sato
Tiene 20 años. Es un samurái muy reservado y disciplinado. Tras un incidente con el jefe de la ciudad llega a la casa del té donde trabaja Fuu y se enfrenta a Mugen. Durante su travesía es perseguido por exalumnos de su dōjō quienes lo acusan de haber asesinado a su maestro. Tiene un estilo más tradicional, pero esto no es una debilidad, ya que sus habilidades son asombrosas. Posee destreza para realizar movimientos con exactitud milimétrica a una velocidad invisible. No pelea por nadie más que por sí mismo pero aprecia la bondad y el honor. Jin considera el manejo de la espada un arte en la que basa sus estudios, por lo que no evita cruzar espadas contra nadie como prueba.
Fuu (フー Fū?)
Seiyū: Ayako Kawasumi
Tiene 15 años. Una chica común y corriente, quien hará que estos dos enemigos tengan que aliarse para cumplir su promesa. Después de la muerte de su madre se dedicó a trabajar en la casa del té, hasta que ésta fue destruida. Es cuando decide darse a la tarea de buscar al samurái que huele como los girasoles. No posee ninguna habilidad física destacable, excepto quizá la capacidad de dar rienda suelta a una glotonería implacable que desafía su tamaño y esbeltez, sin embargo ella posee un corazón amable, con un gran sentido del deber y además suele tener ocurrencias que ayudan al grupo de la manera menos pensada.
Momo-san
Es un roedor que en ocasiones suele ayudar de una forma inesperada en la suerte de Fuu, Jin y Mugen, por lo general permanece escondido en la ropa de Fuu

## Contenido de la obra

### Manga
El manga fue publicado en la revista Shōnen Ace desde agosto del año 2004 hasta octubre del mismo año. El manga contiene un total de 10 capítulos, compilados en 2 Tankōbon. En Estados Unidos fue publicado por Bandai Entertainment y distribuido por TOKYOPOP entre noviembre de 2005 y marzo de 2006.
| Volumen | ISBN               | Fecha de publicación en Japón | ISBN               | Fecha de publicación en EE. UU | Capítulos |
| ------- | ------------------ | ----------------------------- | ------------------ | ------------------------------ | --------- |
| 01      | ISBN 4-04-713653-0 | agosto de 2004                | ISBN 1-59182-282-3 | noviembre de 2005              | 01 - 05   |
| 02      | ISBN 4-04-713675-1 | noviembre de 2004             | ISBN 1-59816-215-2 | marzo de 2006                  | 06 - 10   |

### Anime
Samurai Champloo debutó en Japón desde el 20 de mayo de 2004 hasta el 25 de marzo de 2005, para concebirse como una serie de 26 episodios. Fue emitida en televisión abierta por Fuji Television y en televisión satelital por el canal Animax no sólo en Japón sino en varias regiones del continente asiático.
Probablemente por el renombre de Shinchiro Watanabe, Geneon Entertainment licenció su obra para Norteamérica apenas a muy poco de finalizar en el país oriental; fue anunciado posteriormente que la serie sería emitida por el canal de televisión Cartoon Network en su bloque noctámbulo Adult Swim, en el cual se emitió la serie desde el 14 de mayo de 2005 desde las 11:30 de la noche, de a un episodio cada sábado hasta emitir el episodio 13; el 22 de noviembre del mismo año, se estrenó la segunda tanda de episodios inicialmente cada sábado en el mismo horario, pero luego fue movido a los miércoles en punto de las 12:30 a principios de 2006 hasta finalizar con el último episodio el 18 de marzo de 2006. Actualmente la serie se emite cada noche sabatina a la 1:30 de la madrugada en el mencionado bloque.
El 24 de diciembre de 2006, el canal Razer (ahora MTV2) estrenó Samurai Champloo para Canadá. La serie también fue estrenada en Australia (por parte de SBS), pero solo fueron emitidos 13 episodios.
En Latinoamérica, fue estrenada el 18 de septiembre de 2006 en el bloque Toonami, un año después de que se rumoreaba su estreno dentro de Adult Swim antes de que el canal anunciara que las series de anime para adultos no serían correspondidas a ese bloque. Fue emitida tres veces consecutivas antes de salir del aire. El 9 de mayo de 2009 se estrenó en el bloque Adult Swim de I.Sat. El doblaje en español para Latinoamérica estuvo a cargo de Larsa y Optimedia Productions, producido por Cloverway, para la audiencia hispanoamericana en general.
En España el canal de TV en abierto Cuatro estrenó la serie el 10 de febrero de 2006 dentro del programa Cuatrosfera, en un horario de madrugada. Un año más tarde, Samurai Champloo también fue doblada al catalán para ser emitida por la televisión autonómica pública de Cataluña, K3. En ese mismo año se estrenó la serie en la autonómica gallega CRTVG con un doblaje gallego que se emitió en los dos canales de la cadena pública. La serie también ha pasado por los canales de pago Buzz, AXN (dentro de su espacio Zona Animax) y Animax.

### Videojuego
El 23 de febrero de 2006, la compañía Bandai lanzó lo que sería el primer y único juego de Samurai Champloo hasta la actualidad; Samurai Champloo: Sidetracked (サムライチャンプル: 横道 Samuraichanpurū: Sidetracked?) para la consola PlayStation 2. No muy poco después fue lanzado en Estados Unidos, específicamente el 11 de abril del mismo año del que fue lanzado en Japón.

### Banda sonora
Existen cuatro álbumes de banda sonora para la serie. Los títulos de los mismos son "Masta", "Playlist", "Departure" e "Impression". Entre los grupos que participan en ellos se encuentran Nujabes, Force of Nature, Tsuchie y Fat Jon. Shing02, un artista de hip hop japonés canta durante el opening de la serie junto a Nujabes ("BattleCry") y MINMI, quien canta el tema "Shiki no uta" para el ending.
Algunas de las canciones no se encuentran en los álbumes oficiales. Tal es el caso de Obokuri Eeumi de Asazaki Ikue de su álbum "Utabautayun", y "San Francisco" de Midicronica para su álbum "#501" (ending para el episodio Nº26).